# Сардар Ваисов
Сардар Ваисов (Гинанудин Вайсзаде Ал Булгари) е предводител на прабългаристите, смятан за основоположник на прабългаристкото движение. Председател на партията Съвет на волжките (прабългарски) мюсюлмани.

## Биография
Произхожда от династия на волжко-българските владетели до 16 век, но не се нарича престолонаследник и не изказва никакви претенции за монархическо управление.
На 28 февруари 1918 година се предвижда общонародно тържество по повод създаването в Поволжието на щата „Идел-Урал“. Сутринта на същия ден тълпа мюсюлмански есери, организирана от татаристкия активист Султан Галиев, с негово участие убива опиталия се да разговаря с тълпата Сардар Ваисов.